# Natomas Men's Professional Tennis Tournament 2009
Il Natomas Men's Professional Tennis Tournament 2009 è stato un torneo professionistico di tennis maschile giocato sul cemento, che faceva parte dell'ATP Challenger Tour 2009. Si è giocato a Sacramento negli USA dal 5 all'11 ottobre 2009.

## Partecipanti

### Teste di serie
| Nazionalità | Giocatore        | Ranking* | Testa di serie |
| ----------- | ---------------- | -------- | -------------- |
| Stati Uniti | Robert Kendrick  | 83       | 1              |
| Stati Uniti | Wayne Odesnik    | 87       | 2              |
| Stati Uniti | Kevin Kim        | 105      | 3              |
| Stati Uniti | Jesse Levine     | 109      | 4              |
| Croazia     | Roko Karanušić   | 122      | 5              |
| Colombia    | Santiago Giraldo | 123      | 6              |
| Stati Uniti | Ryan Sweeting    | 147      | 7              |
| Slovenia    | Grega Žemlja     | 157      | 8              |

- Ranking al 28 settembre 2009.

### Altri partecipanti
Giocatori che hanno ricevuto una wild card:
- Alexander Domijan
- Daniel Evans
- Jan-Michael Gambill
- Ryan Harrison
- Andre Begemann (Special Exempt)

Giocatori passati dalle qualificazioni:
- Treat Conrad Huey
- Raven Klaasen (Lucky Loser)
- Cecil Mamiit
- Louk Sorensen
- Izak van der Merwe

## Campioni

### Singolare
Santiago Giraldo ha battuto in finale  Jesse Levine con il punteggio di 7–6(4), 6–1

### Doppio
Lester Cook /  David Martin hanno battuto in finale  Santiago González /  Travis Rettenmaier con il punteggio di 4–6, 6–3, [10–5]